# Kościół św. Jana Chrzciciela w Krzęcinie
Kościół świętego Jana Chrzciciela – rzymskokatolicki kościół parafialny należący do parafii pod tym samym wezwaniem (dekanat Choszczno archidiecezji szczecińsko-kamieńskiej).
Obecna, neogotycka świątynia została wzniesiona w 1910 roku (która to data dawniej znajdowała się na metalowej chorągiewce na dachu). Do nowego kościoła zostały przeniesione niektóre stare elementy wyposażenia: barokowy ołtarz, dzwony z 1681 i 1773 roku, trzy herbowe witrażyki z 1690 roku (czwarty został sprowadzony w 1928 roku do muzeum w Choszcznie). Prawie jednocześnie z budową zostało wykonane nowe wyposażenie wnętrza (organy zbudowane zostały przez firmę Grüneberg ze Szczecina już w 1910 roku). Po zakończeniu II wojny światowej świątynia została przejęta został przez katolików i poświęcona w dniu 23 grudnia 1945 roku. W dniu 11 września 1960 roku erygowana została parafia rzymskokatolicka w Krzęcinie, do której należy siedem wsi. Po zakończeniu wojny wygląd budowli i jej wnętrza z wyposażeniem zasadniczo się nie zmienił. W pierwszych latach po wojnie zaginął obraz „Ukrzyżowanie” z ołtarza głównego i później został zastąpiony nowym malowidłem o tej samej tematyce. W 1998 roku w prezbiterium zostały zamontowane nowe witraże, w 2000 roku w środkowym oknie ściany północnej został zamontowany nowy witraż z wizerunkiem papieża Jana Pawła II, natomiast stary witraż herbowy został zdjęty i przeniesiony na plebanię. Ołtarz, dzwon i witrażyki herbowe są najstarszymi i najcenniejszymi zabytkami w świątyni zachowanymi do dziś.